# Церква Святого Миколи (Києво-Печерська лавра)
Церква святого Миколи (зустрічаються назви Церква святого Миколая, Миколаївська або Микільська шпитальна церква) — невелика трапезна церква на території Києво-Печерської Лаври в Києві, пам'ятка архітектури кінця XVII — початку XVIII ст. Була центральною спорудою комплексу Микільського лікарняного монастиря в складі Лаври. Названа на честь святого покровителя її засновника, Миколи Святоші, — Миколая Мірлікійського. Будівля церкви є характерним зразком архітектури українського бароко.
Входить до складу Національного Києво-Печерського заповідника, в теперішній час використовується як лекторій.

## Історія

### Перша дерев'яна церква
За однією із версій заснування храму пов'язане з ім'ям чернігівського князя Святослава Давидовича, який прийняв постриг у Києво-Печерському монастирі під ім'ям Миколи Святоши і на кошти якого в 1106—1108 роках побудована Троїцька Надбрамна церква. Микола Святоша заснував лікарню для хворих ченців, яка з часом увійшла до складу Свято-Троїцького (Микільського) монастиря. Можливо, саме в цей період була побудована дерев'яна Миколаївська церква, але відомостей про час її спорудження, як і інших дерев'яних споруд, не збереглося. За іншою версією, дерев'яна церква була заснована на початку XVII ст.
Першою згадкою про храм вважають приписку Касіяна у рукописі Києво-Печерського патерика 1462 року, але вона може мати й інше тлумачення.

### Мурована церква
Мурована церква споруджена на місці дерев'яної близько 1700 року за звичайною схемою українських трапезних — до трапезної палати зі сходу прилягає гранчастий вівтар, завершений банею, а з заходу передпокій. Після пожежі 1718 року з заходу додано лікарняну палату, а з півночі — гранчастий тамбур при вході до пономарні.
Не зберігся до нашого часу датований 1780 роком іконостас церкви роботи київського сницаря Андрія Здорилковського. Срібні царські врата до нього виконав 1802 року відомий київський ювелір Самсон Стрельбицький.
У 1768 році була побудована дзвіниця Микільського трапезного храму. І тільки зі сходу й півдня церква зберегла свій первісний вигляд. У 1861 році над першим поверхом був надбудований другий поверх, де розмістилася лікарняна церква «Утоли моя печали». Вважають, що це дуже спотворило вигляд споруди на той час.
Під час Другої світової війни Миколаївська церква дуже постраждала від пожежі.
У 1956—58 роках вона була відреставрована архітектором Євгенією Пламеницькою у формах XVIII ст., пізні надбудови було розібрано. 
14 вересня 1982 на південному фасаді Миколаївської церкви на згадку про першого видатного лікаря Київської Русі Агапіта Печерського була встановлена бронзова дошка з його барельєфним портретом (скульптор — О. Молдаван-Фоменко, архітектор — Т. Довженко).

## Архітектура

План будівлі церкви.

Церква має архітектурні форми типові для стилю українського бароко. Її висота становить 16,5 м. У плані будівля церкви трикамерна — складається з церкви, притвору та трапезної; з півночі вона має прибудови XVIII-XIX ст.: ризницю, паламарню, дияконник. Стіни прикрашені пілястрами, вікна мають профільовані наличники. Невелика вежа-апсида увінчана двоярусною банею грушоподібної форми з золотими зірками на синьому фоні. Барабан бані декорований ліпним рослинним орнаментом і пояском із кольорових керамічних розеток. На хресті сидить позолочений литий голуб.

## Галерея

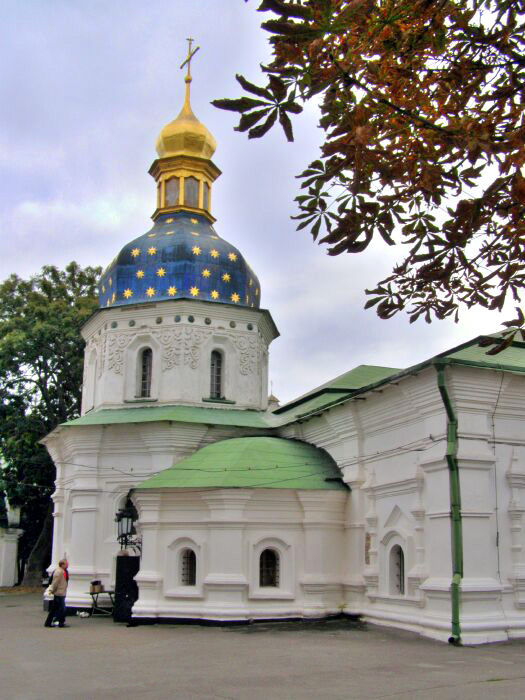
Церква святого Миколи з прибудовами.
Меморіальна дошка лікарю Агапіту.
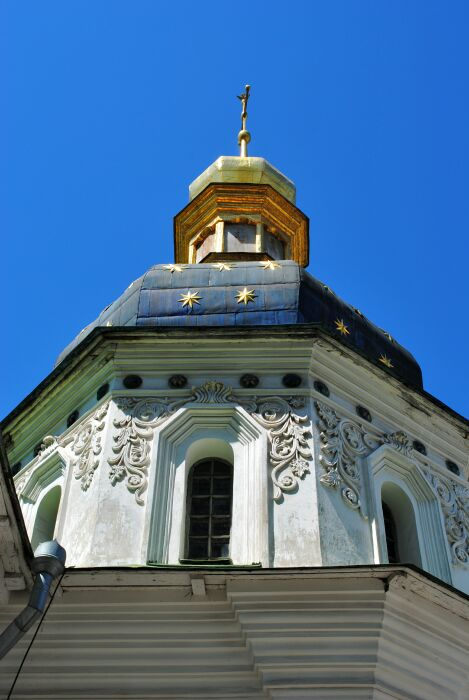
Оздоблення підбанника.